# Ouainville
Ouainville est une commune française située dans le département de la Seine-Maritime, en région Normandie.

## Géographie
| Criquetot-le-Mauconduit | Canouville  |               |
|                         | Ouainville  | Clasville     |
| Theuville-aux-Maillots  | Bertreville | Cany-Barville |

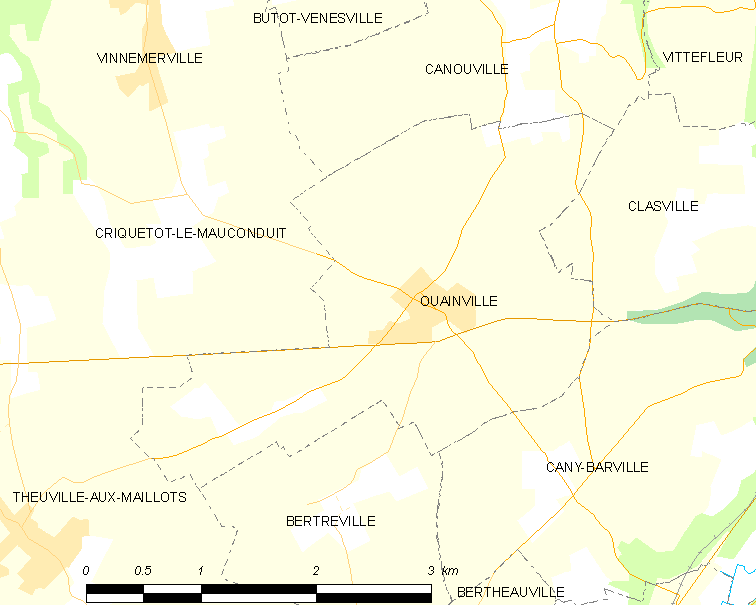
Carte de la commune.
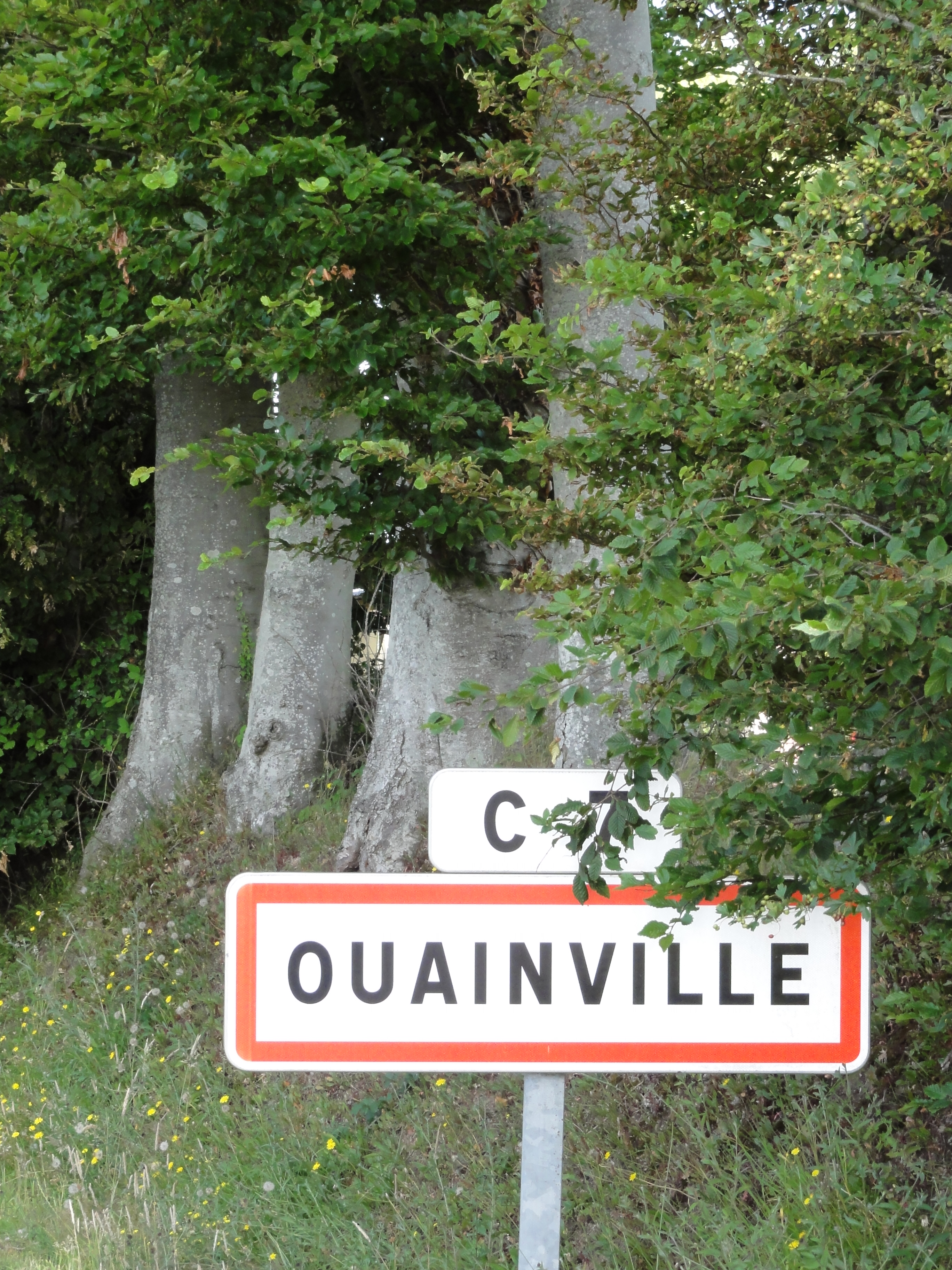
Entrée d'Ouainville.

### Hydrographie
La commune est située dans le bassin Seine-Normandie. Elle n'est drainée par aucun cours d'eau,.

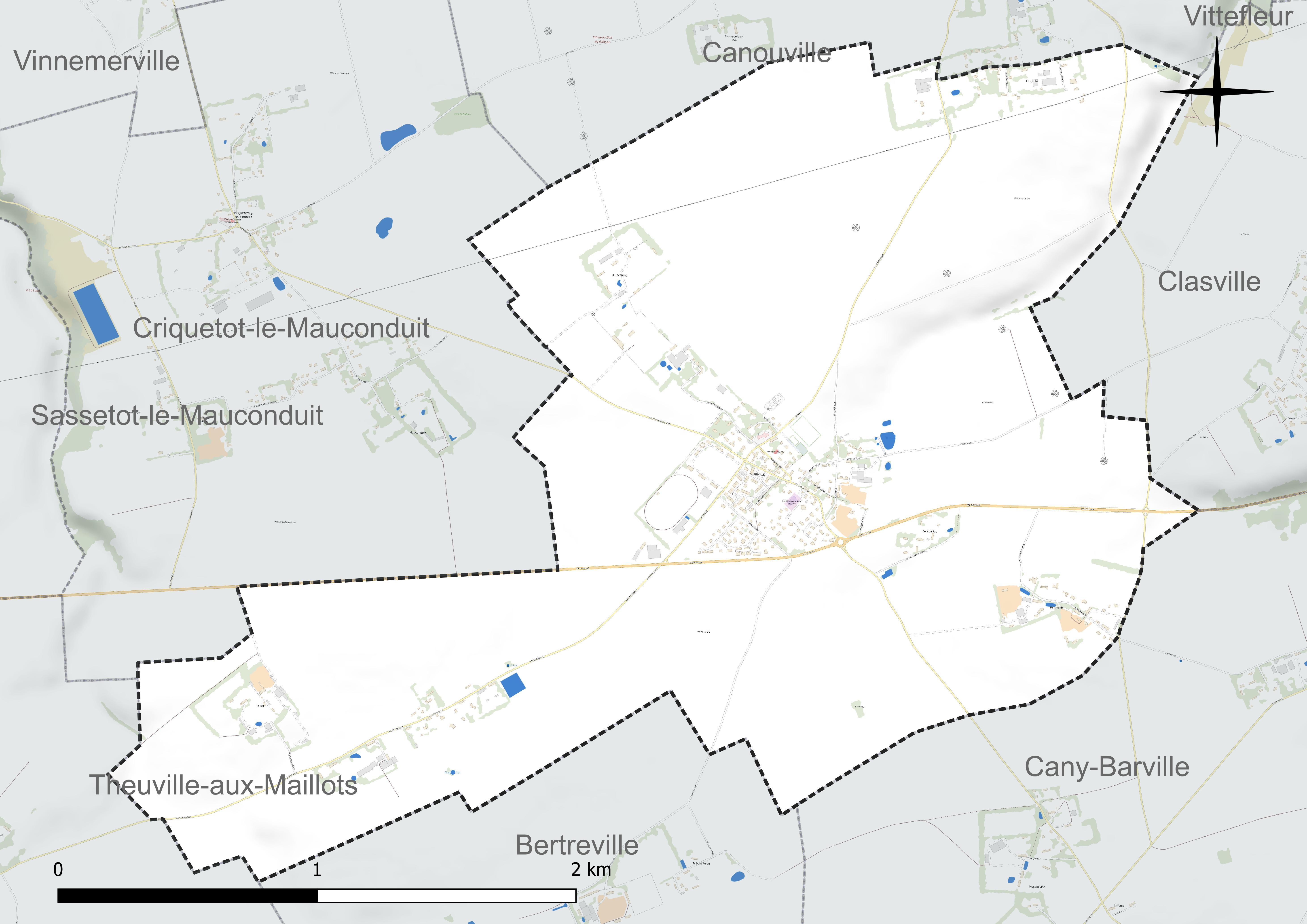
Réseau hydrographique d'Ouainville.

### Climat
Pour des articles plus généraux, voir Climat de la Normandie et Climat de la Seine-Maritime.
En 2010, le climat de la commune est de type climat océanique franc, selon une étude du CNRS s'appuyant sur une série de données couvrant la période 1971-2000. En 2020, Météo-France publie une typologie des climats de la France métropolitaine dans laquelle la commune est exposée à un climat océanique et est dans la région climatique Côtes de la Manche orientale, caractérisée par un faible ensoleillement (1 550 h/an) ; forte humidité de l’air (plus de 20 h/jour avec humidité relative > 80 % en hiver), vents forts fréquents. Parallèlement le GIEC normand, un groupe régional d’experts sur le climat, différencie quant à lui, dans une étude de 2020, trois grands types de climats pour la région Normandie, nuancés à une échelle plus fine par les facteurs géographiques locaux. La commune est, selon ce zonage, exposée à un « climat maritime », correspondant au Pays de Caux, frais, humide et pluvieux, légèrement plus frais que dans le Cotentin.
Pour la période 1971-2000, la température annuelle moyenne est de 10,4 °C, avec une amplitude thermique annuelle de 13 °C. Le cumul annuel moyen de précipitations est de 949 mm, avec 13,5 jours de précipitations en janvier et 8,9 jours en juillet. Pour la période 1991-2020, la température moyenne annuelle observée sur la station météorologique la plus proche, située sur la commune d'Ectot-lès-Baons à 22 km à vol d'oiseau, est de 10,8 °C et le cumul annuel moyen de précipitations est de 905,5 mm,. Pour l'avenir, les paramètres climatiques de la commune estimés pour 2050 selon différents scénarios d’émission de gaz à effet de serre sont consultables sur un site dédié publié par Météo-France en novembre 2022.

## Urbanisme

### Typologie
Au 1er janvier 2024, Ouainville est catégorisée commune rurale à habitat dispersé, selon la nouvelle grille communale de densité à sept niveaux définie par l'Insee en 2022.
Elle est située hors unité urbaine. Par ailleurs la commune fait partie de l'aire d'attraction de Cany-Barville, dont elle est une commune de la couronne,. Cette aire, qui regroupe 6 communes, est catégorisée dans les aires de moins de 50 000 habitants,.

### Occupation des sols
L'occupation des sols de la commune, telle qu'elle ressort de la base de données européenne d’occupation biophysique des sols Corine Land Cover (CLC), est marquée par l'importance des territoires agricoles (95,4 % en 2018), une proportion identique à celle de 1990 (95,4 %). La répartition détaillée en 2018 est la suivante : 
terres arables (90,4 %), zones agricoles hétérogènes (4,9 %), zones urbanisées (4,6 %). L'évolution de l’occupation des sols de la commune et de ses infrastructures peut être observée sur les différentes représentations cartographiques du territoire : la carte de Cassini (XVIIIe siècle), la carte d'état-major (1820-1866) et les cartes ou photos aériennes de l'IGN pour la période actuelle (1950 à aujourd'hui).

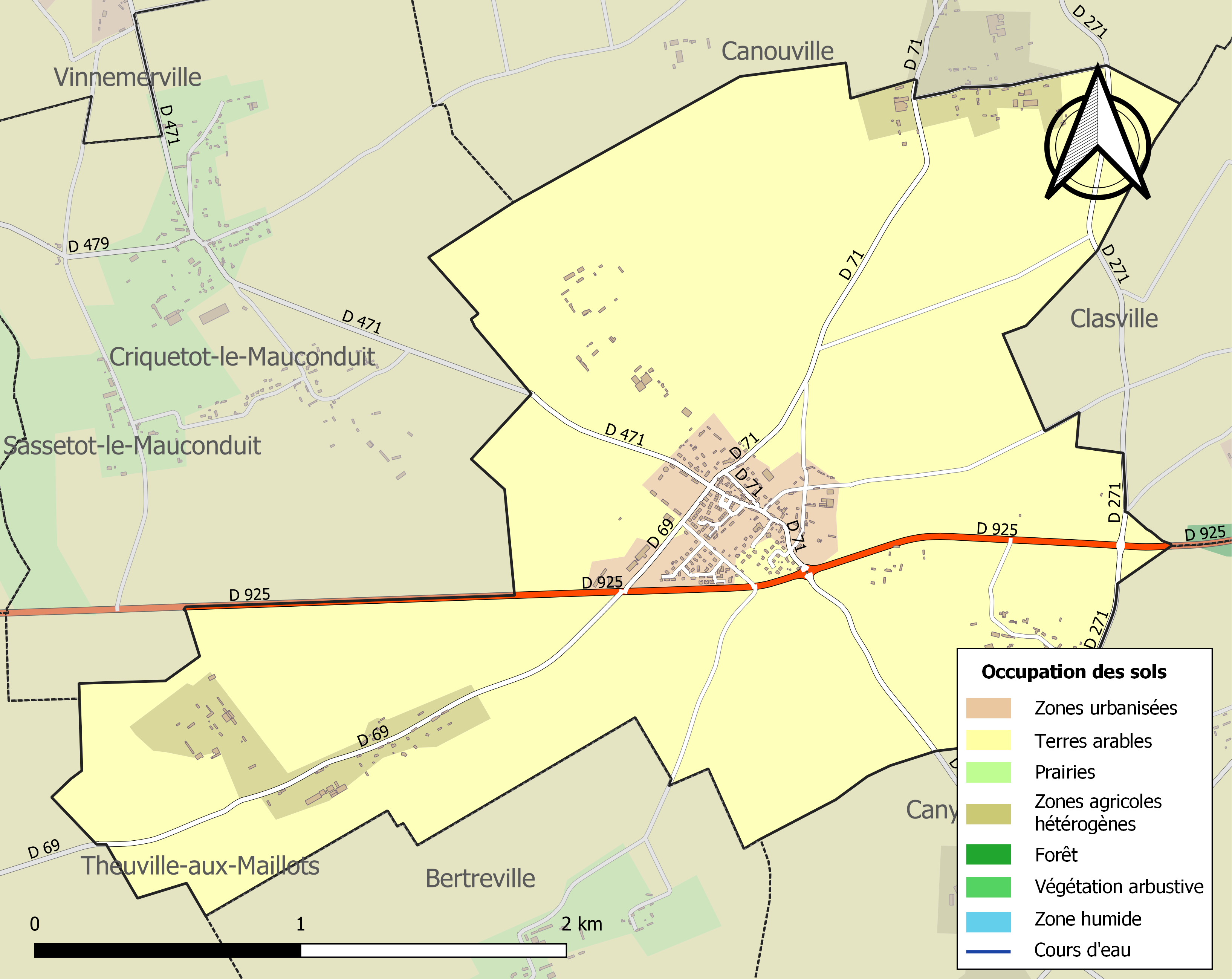
Carte des infrastructures et de l'occupation des sols de la commune en 2018 (CLC).

## Toponymie
Le nom de la localité est attesté sous les formes de Oinvilla au milieu XIIe siècle et à la fin XIIe siècle; Capellano de Oynvilla en 1287; In Ouuainvilla en 1198; De Oynvilla dimidium feodum et Apud Oinvillam dimidium feodum vers 1210; Oinvilla vers 1240; Ecclesia de Oinvilla en 1212; Oynvilla en 1319; Oinville en 1398 et 1403; Ouinville en 1422 et 1433; Oanville en 1471; Oynville 1405; Ouynville en 1429; Oynvilla et Oinvilla en 1269 et 1273; Oinvilla en 1337; Oinville en 1431 (Longnon); Paroisse d'Ouainville et Fief d'Ouainville en 1503; Châtellenie d'Ouaonville entre 1669 et 1723; Saint Maclou d'Ouainville en 1713; Ouainville en 1715 (Frémont) et 1757 (Cassini).

## Politique et administration
| Période                                  | Période   | Identité         | Étiquette | Qualité                                                     |
| ---------------------------------------- | --------- | ---------------- | --------- | ----------------------------------------------------------- |
| Les données manquantes sont à compléter. |           |                  |           |                                                             |
| 1926                                     |           | Leclercq         |           |                                                             |
| Les données manquantes sont à compléter. |           |                  |           |                                                             |
| mars 2001                                | mars 2008 | Rémi Manchon     |           |                                                             |
| mars 2008                                | mai 2020  | Didier Lemaistre |           |                                                             |
| mai 2020,                                | en cours  | Bruno Thune      | PCF       | Éducateur Conseiller général de Cany-Barville (2011 → 2015) |

## Démographie
L'évolution du nombre d'habitants est connue à travers les recensements de la population effectués dans la commune depuis 1793. Pour les communes de moins de 10 000 habitants, une enquête de recensement portant sur toute la population est réalisée tous les cinq ans, les populations de référence des années intermédiaires étant quant à elles estimées par interpolation ou extrapolation. Pour la commune, le premier recensement exhaustif entrant dans le cadre du nouveau dispositif a été réalisé en 2006.

En 2022, la commune comptait 537 habitants, en évolution de +0,94 % par rapport à 2016 (Seine-Maritime : +0,35 %, France hors Mayotte : +2,11 %).
| 1793 | 1800 | 1806 | 1821 | 1831 | 1836 | 1841 | 1846 | 1851 |
| ---- | ---- | ---- | ---- | ---- | ---- | ---- | ---- | ---- |
| 730  | 722  | 755  | 777  | 740  | 753  | 744  | 679  | 719  |

| 1856 | 1861 | 1866 | 1872 | 1876 | 1881 | 1886 | 1891 | 1896 |
| ---- | ---- | ---- | ---- | ---- | ---- | ---- | ---- | ---- |
| 673  | 626  | 640  | 618  | 577  | 525  | 517  | 528  | 444  |

| 1901 | 1906 | 1911 | 1921 | 1926 | 1931 | 1936 | 1946 | 1954 |
| ---- | ---- | ---- | ---- | ---- | ---- | ---- | ---- | ---- |
| 453  | 413  | 426  | 387  | 359  | 328  | 307  | 369  | 367  |

| 1962 | 1968 | 1975 | 1982 | 1990 | 1999 | 2006 | 2011 | 2016 |
| ---- | ---- | ---- | ---- | ---- | ---- | ---- | ---- | ---- |
| 324  | 268  | 270  | 420  | 450  | 485  | 495  | 512  | 532  |

| 2021 | 2022 | - | - | - | - | - | - | - |
| ---- | ---- | - | - | - | - | - | - | - |
| 527  | 537  | - | - | - | - | - | - | - |

## Économie

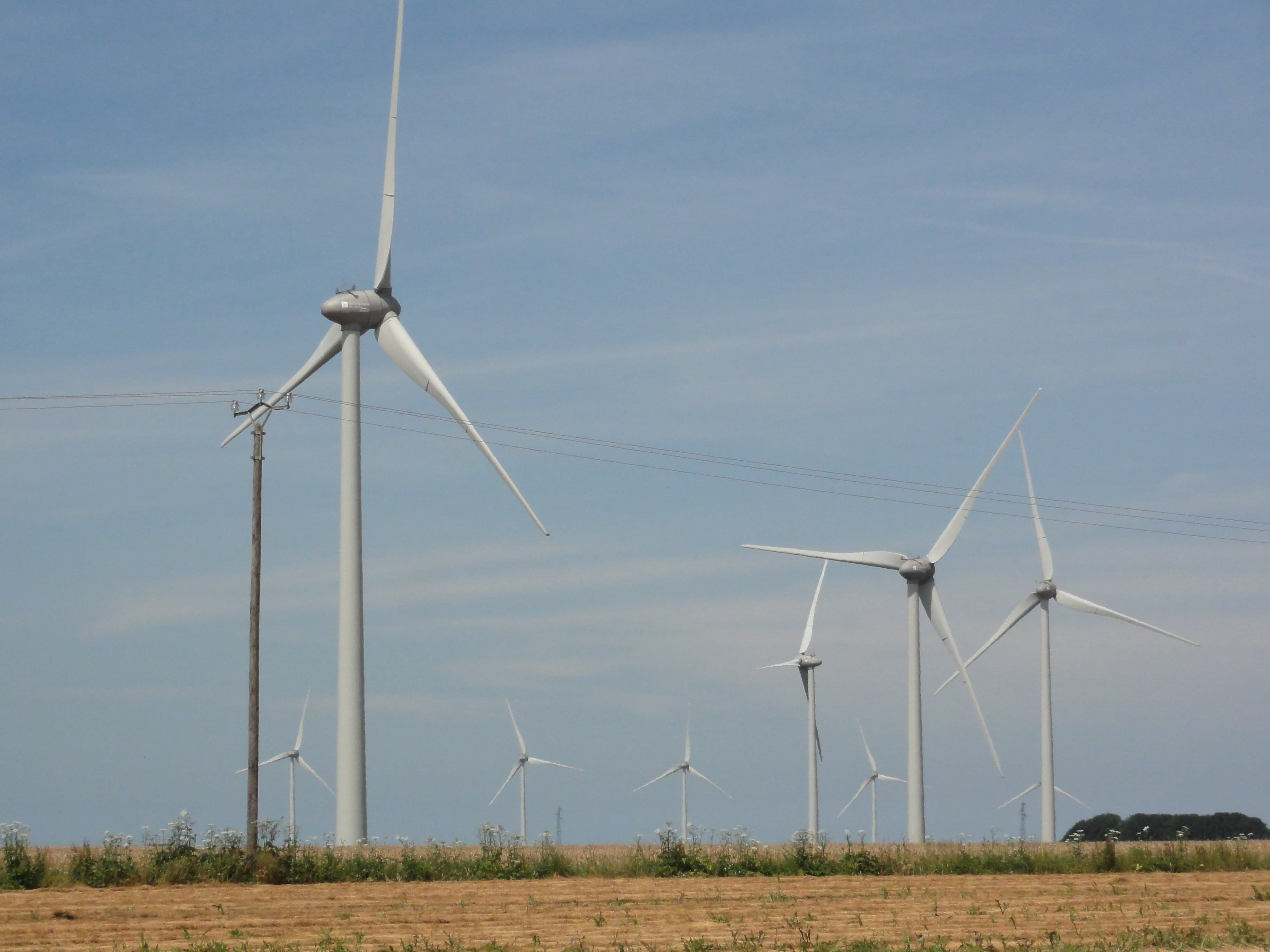
Les éoliennes d'Ouainville et de Canouville.

- Un petit parc d'Éoliennes sur le territoire de la commune.

## Enseignement

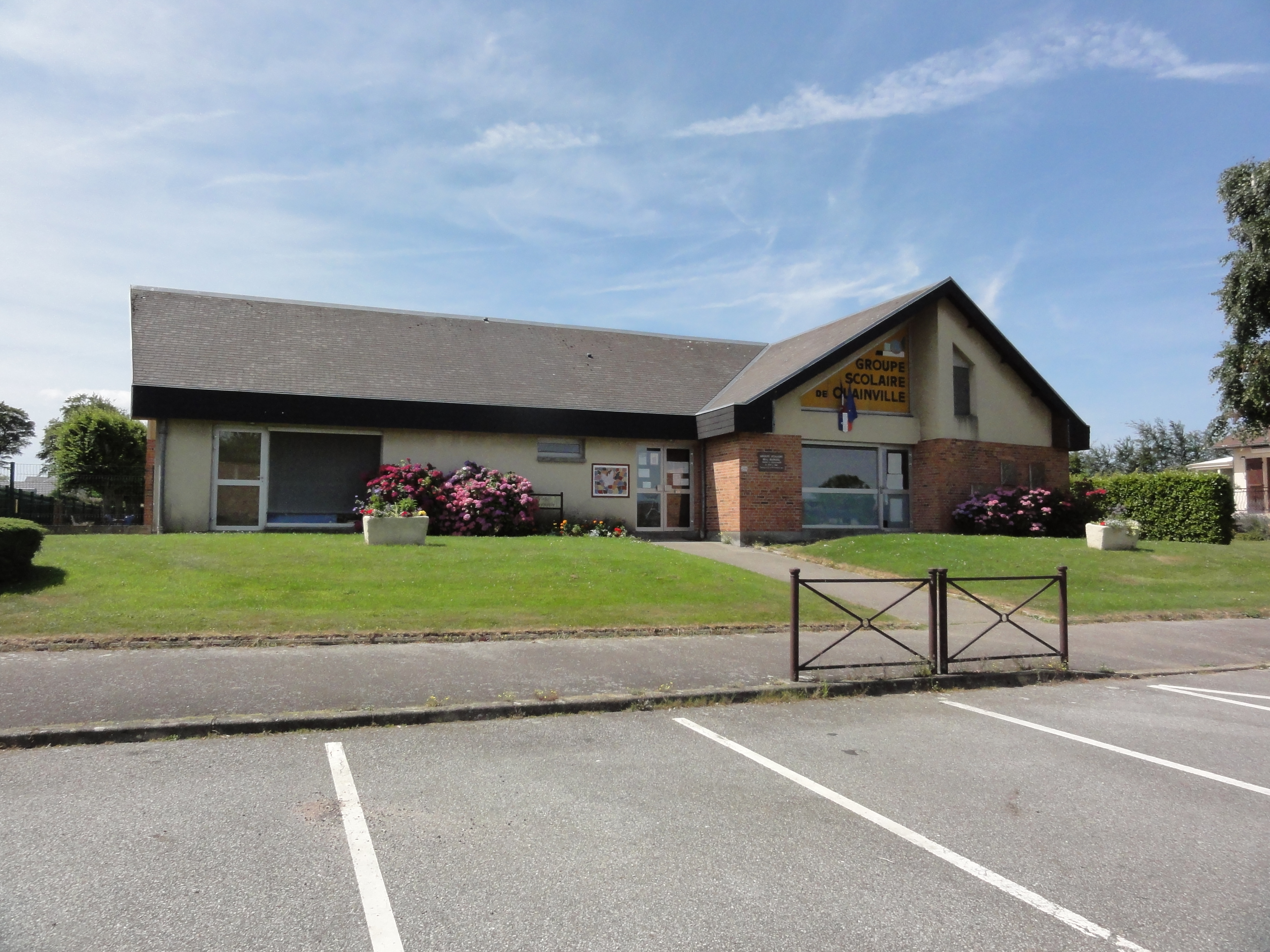
Le bâtiment du groupe scolaire d'Ouainville.

## Vie associative et sportive
- Salle des fêtes.
- Stade de football.
- Salle des sports.

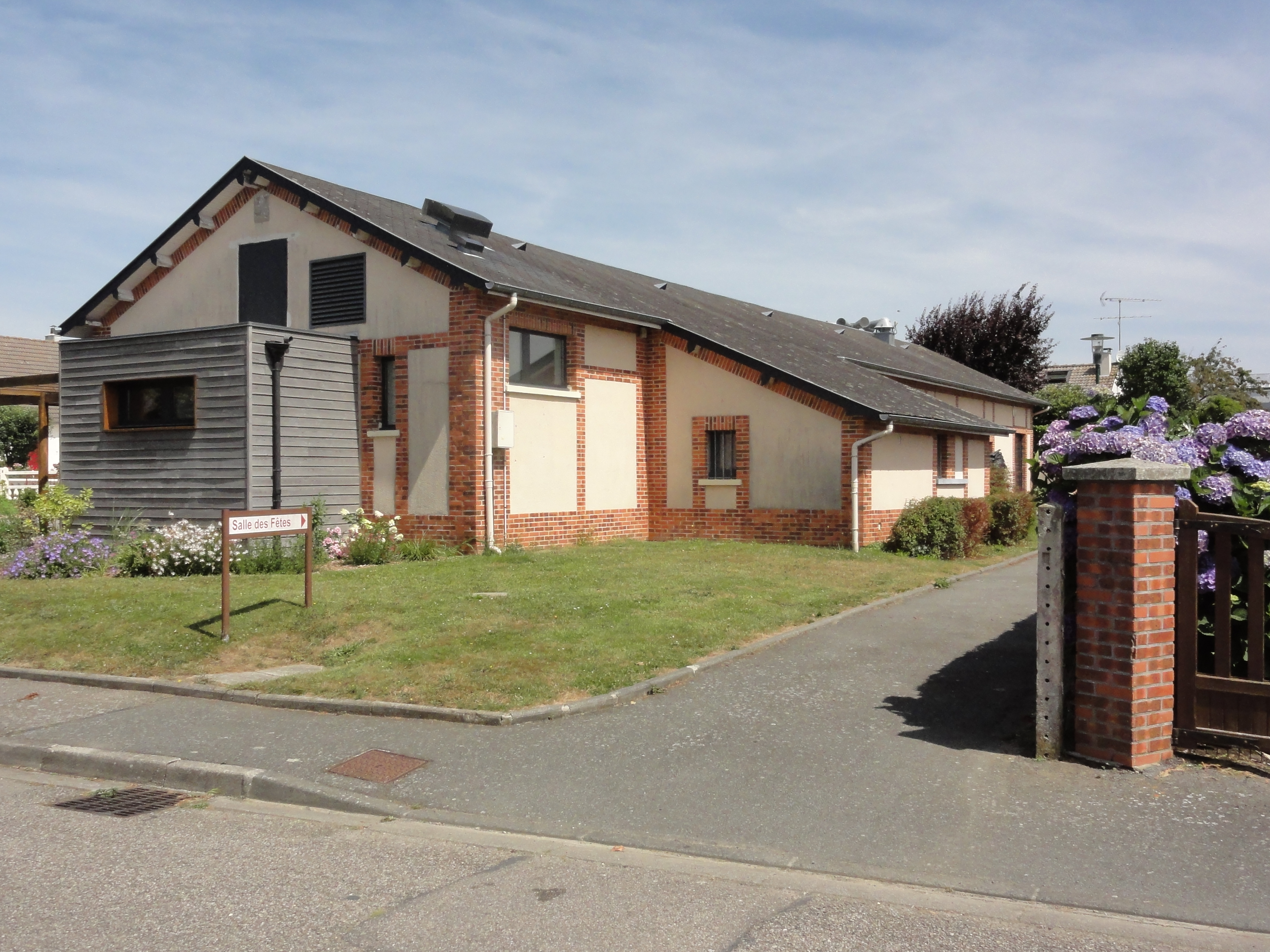
La salle des fêtes.
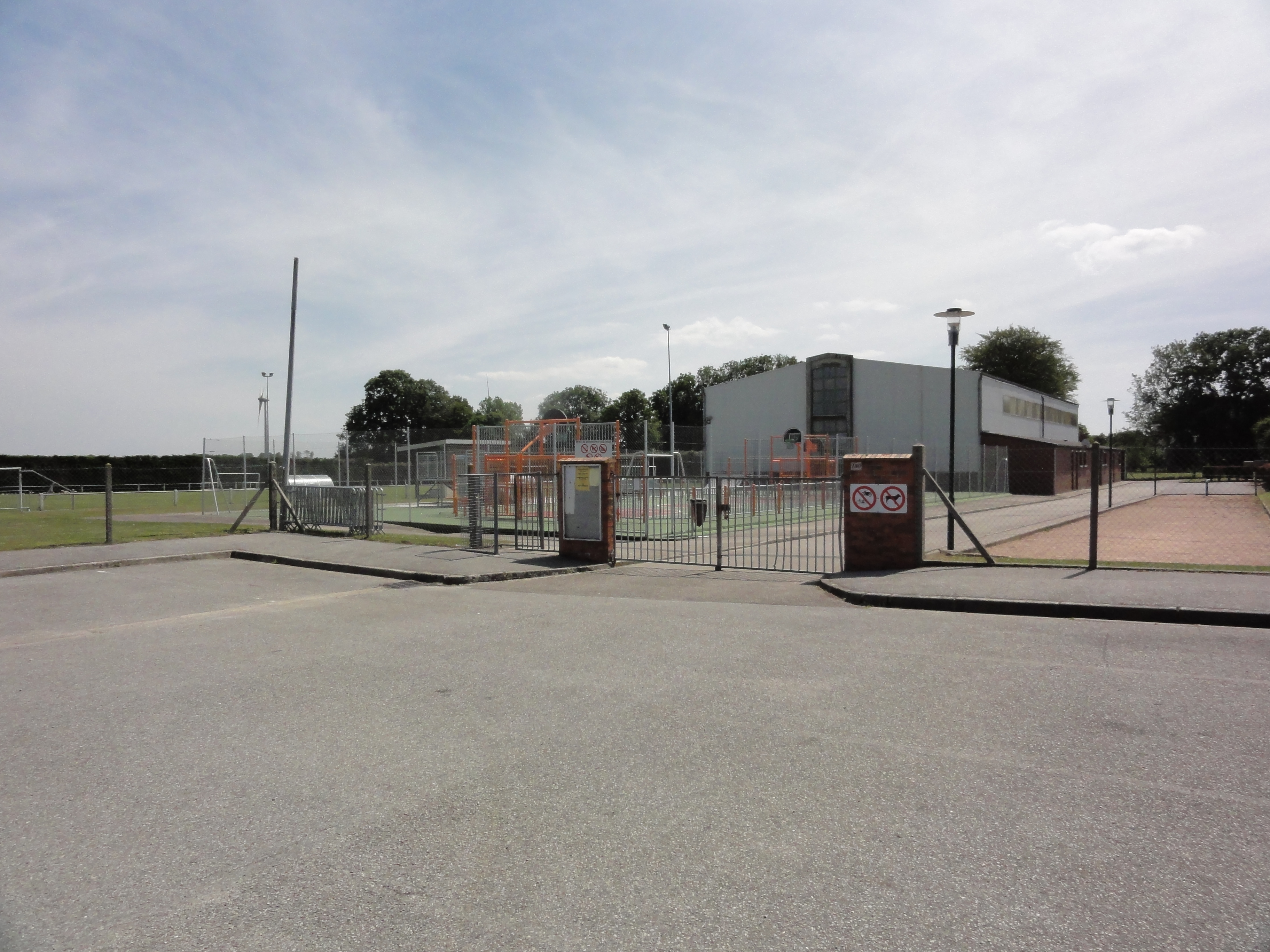
Le stade et la salle des sports.

## Culture locale et patrimoine

### Lieux et monuments
- Église catholique Saint-Maclou entourée d'un cimetière.
- Monument aux morts dans le cimetière de l'église.
- Tombes de soldats anglais et français morts à Ouainville le 10 juin 1940.

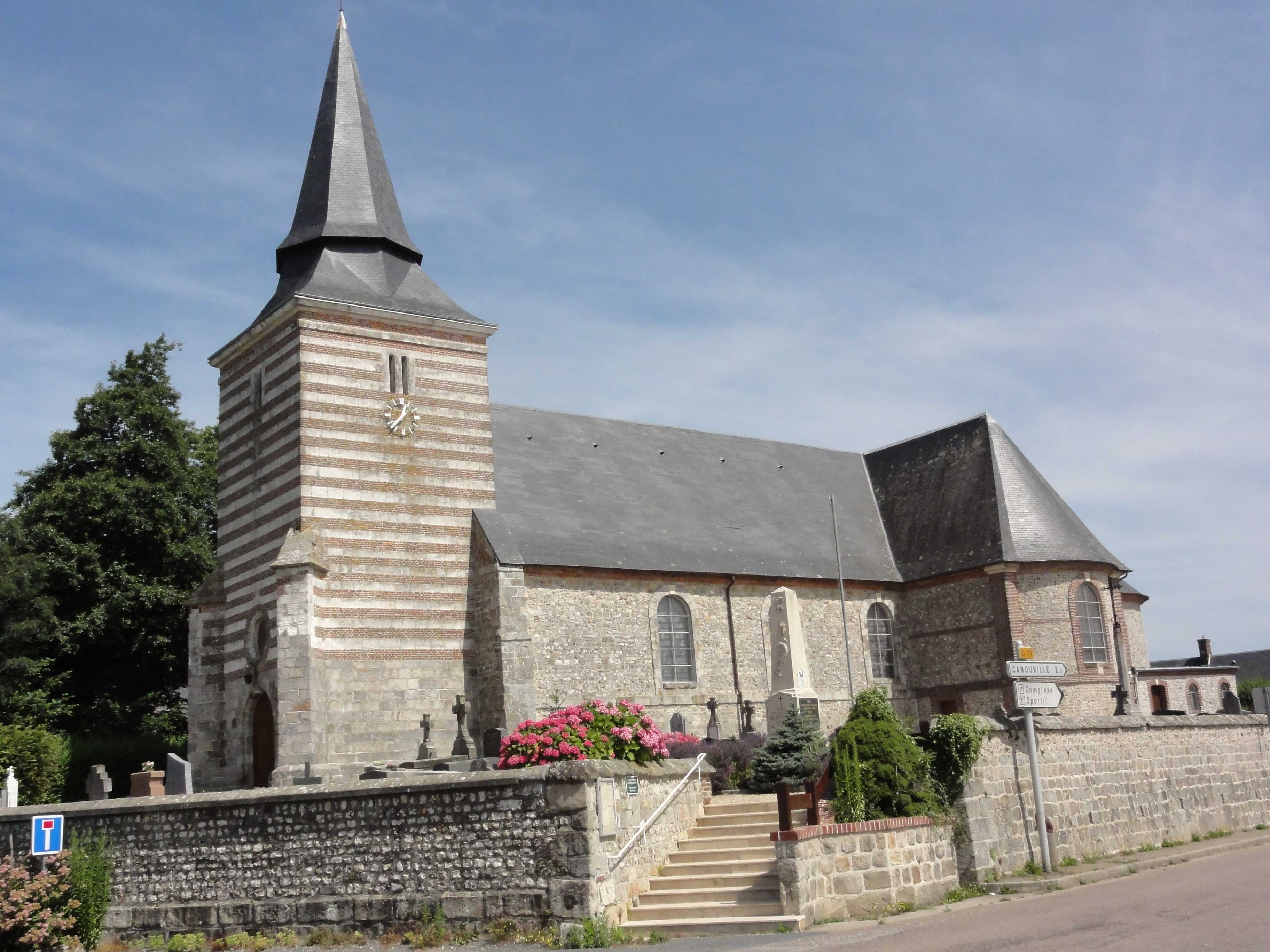
Église Saint-Maclou.
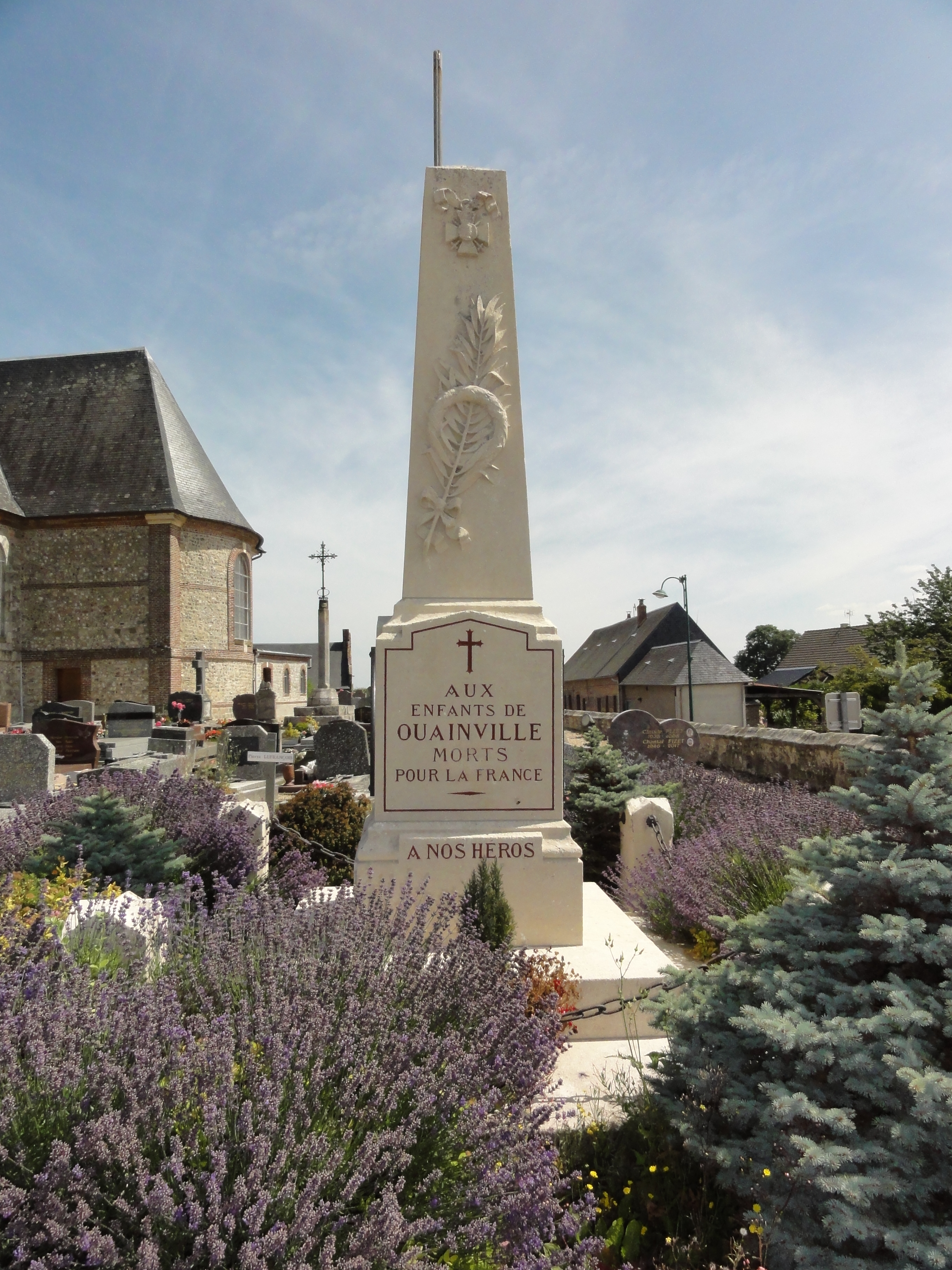
Monument aux morts.
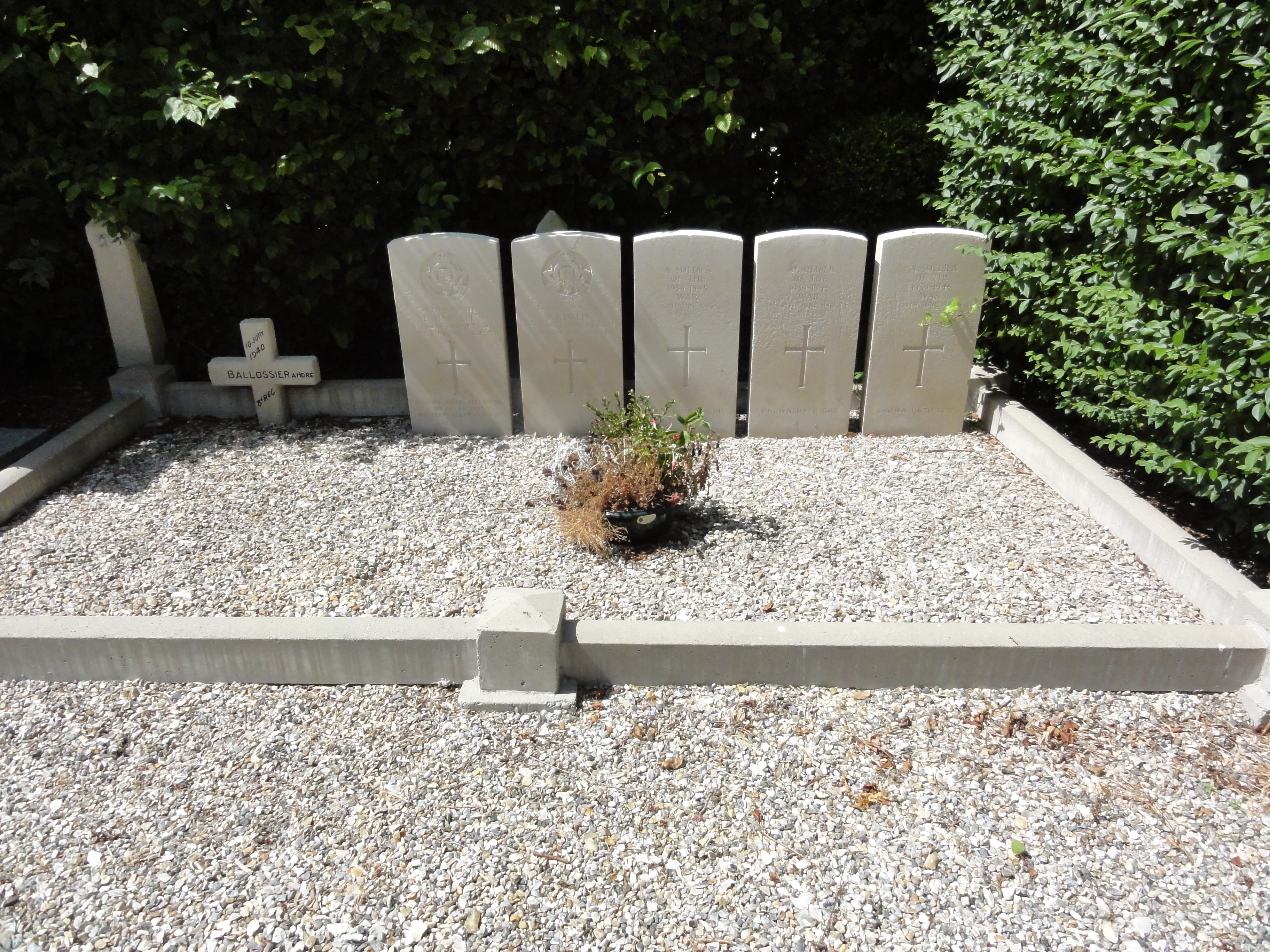
Tombes de soldats anglais sous les soins de la Commonwealth War Graves Commission

### Héraldique
| Armes de Ouainville | Les armes de la commune de Ouainville se blasonnent ainsi : Parti de deux coupé de un : au 1 de sinople à une gerbe de blé d’or ; au 2 d’azur chapé ployé d’argent ; au 3 de sinople à une fleur de lin au naturel ; au 4 aussi de sinople à une tête et col de cheval contourné d’argent ; au 5 burelé d’argent et de tenné de dix-huit pièces ; au 6 de sinople au bidon à lait d’argent. Blason composé par Denis Joulain en octobre 2015. |

### Personnalités liées à la commune
- Daniel Pierre, athlète (lancers), né à Ouainville.